# Anarchopacifisme
Anarchopacifisme (samengesteld uit anarchisme en pacifisme) is een stroming binnen het anarchisme die tegen iedere vorm van geweld is, ofwel volledige geweldloosheid voorstaat.
Anarchopacifisten streven naar een vreedzame samenleving waarin mensen zichzelf organiseren, een samenleving zonder dwang of macht, maar wel met plichten en gedrevenheid. Zij proberen dit te bereiken door hun idealen in de praktijk vorm te geven.
Voor een anarchopacifist kan het doel nooit de middelen heiligen. Het doel is het middel.

## Bekende anarcho-pacifisten
Bart de Ligt was een Nederlands anarcho-pacifist met het motto "Hoe meer geweld, hoe minder revolutie". Dit kan als mogelijke verklaring dienen voor de verzoening van de revolutionaire gedachtegang van het anarchisme en het radicale gedachtegoed van pacifisme.
Lev Tolstoj was een christelijke anarcho-pacifist die meende dat oorlog, net als slavernij, te bannen was als onderdeel van de samenleving. In "Begin van het Einde" voegt hij eraan toe dat wellicht een of andere vorm van loonslavernij en gewapende geweld zal blijven bestaan, maar dat 'de huidige vormen te walgelijk zijn voor de rede en morele gevoeligheden om te blijven bestaan'.

## Kritiek
Het anarcho-pacifisme wordt vaak als utopisch omschreven door anarchisten die niet tot deze stroming behoren.